# Kvartus
Kvartus (latinsky „čtvrtý“) byl křesťan z Korintu, který prostřednictvím Pavla z Tarsu poslal pozdrav přátelům do Říma. Zmínka o něm se nachází v Bibli (Římanům 16:23). Podle tradice je považován za jednoho ze 70 Ježíšových učedníků a později za biskupa z Berytu (tj. Bejrútu).